# 栃木県医師会

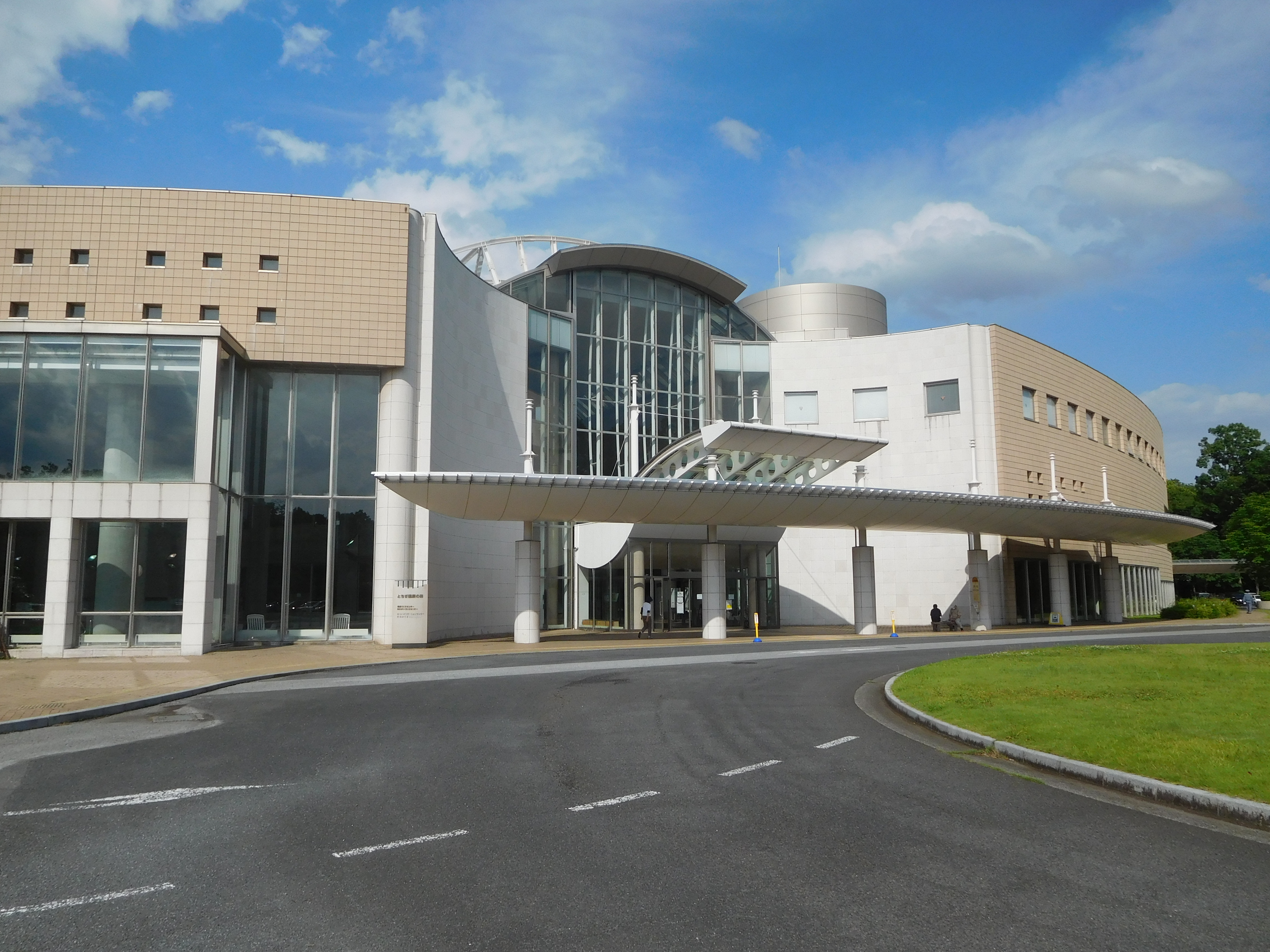
栃木県医師会本部のあるとちぎ健康の森

一般社団法人栃木県医師会（いっぱんしゃだんほうじんとちぎけんいしかい、英称 Tochigi Medical Association）は、栃木県の医師を会員とする法人。

## 本部所在地
〒320-0065 栃木県宇都宮市駒生町3337-1（とちぎ健康の森内)

## 地区医師会
宇都宮市医師会
〒320-0056 宇都宮市戸祭4-1-15
上都賀郡市医師会
〒322-0061 鹿沼市千手町2506-8
下都賀郡市医師会
〒328-0043 栃木市境町27-21
小山地区医師会
〒323-0027 小山市花垣町1-13-39 小山市保健センター分館内2階
佐野市医師会
〒327-0832 佐野市植上町1678
足利市医師会
〒326-0807 足利市大正町863-5
塩谷郡市医師会
〒329-1312 さくら市桜野1319-3 さくら市氏家保健センター内
那須郡市医師会
〒324-0041 大田原市本町1-3-3 総合文化会館内
南那須医師会
〒321-0621 那須烏山市中央2-17-12
芳賀郡市医師会
〒321-4325 真岡市田町1246-1
自治医科大学医師会
〒329-0498 下野市薬師寺3311-1
獨協医科大学医師会
〒321-0293 下都賀郡壬生町北小林880